# Си Ранч (Калифорнија)
Си Ранч (енгл. Sea Ranch) насељено је место без административног статуса у америчкој савезној држави Калифорнија.

## Демографија
По попису из 2010. године број становника је 1.305.
| Група             | 2000.    | 2010.         |
| Белци             | 0 (0,0%) | 1.145 (87,7%) |
| Афроамериканци    | 0 (0,0%) | 15 (1,1%)     |
| Азијати           | 0 (0,0%) | 10 (0,8%)     |
| Хиспаноамериканци | 0 (0,0%) | 117 (9,0%)    |
| Укупно            | 0        | 1.305         |